# Onchidoridoidea
Super-famille
Les Onchidoridoidea sont une super-famille de mollusques de l'ordre des nudibranches.

## Liste des familles
Selon World Register of Marine Species, prenant pour base la taxinomie de Bouchet & Rocroi (2005), on compte cinq familles :
- famille Akiodorididae Millen & Martynov, 2005 -- 5 genres
- famille Calycidorididae Roginskaya, 1972 -- 2 genres
- famille Corambidae Bergh, 1871 -- 2 genres
- famille Goniodorididae H. Adams & A. Adams, 1854 -- 8 genres
- famille Onchidorididae Gray, 1827 -- 4 genres

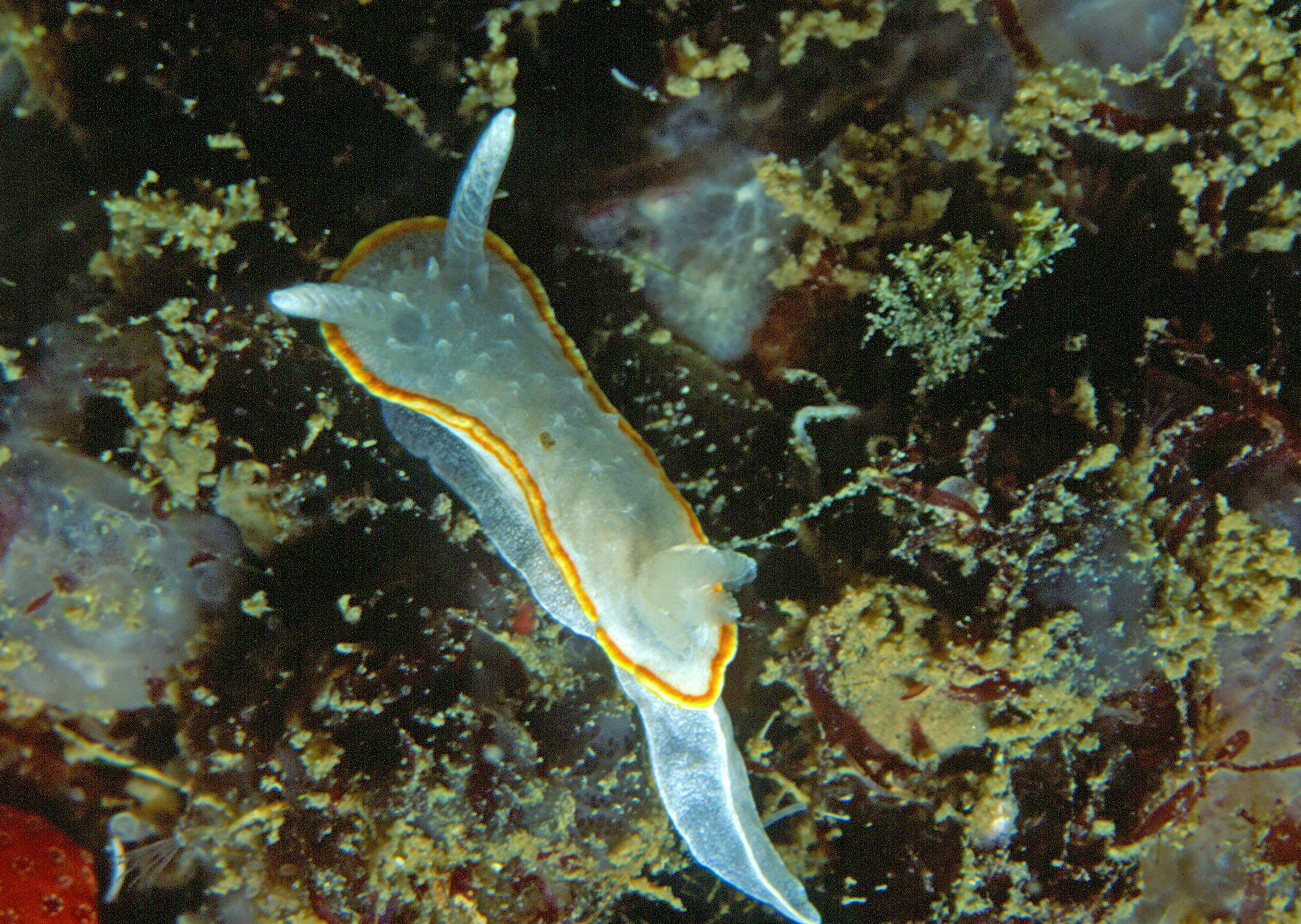
Diaphorodoris luteocincta, un Calycidorididae
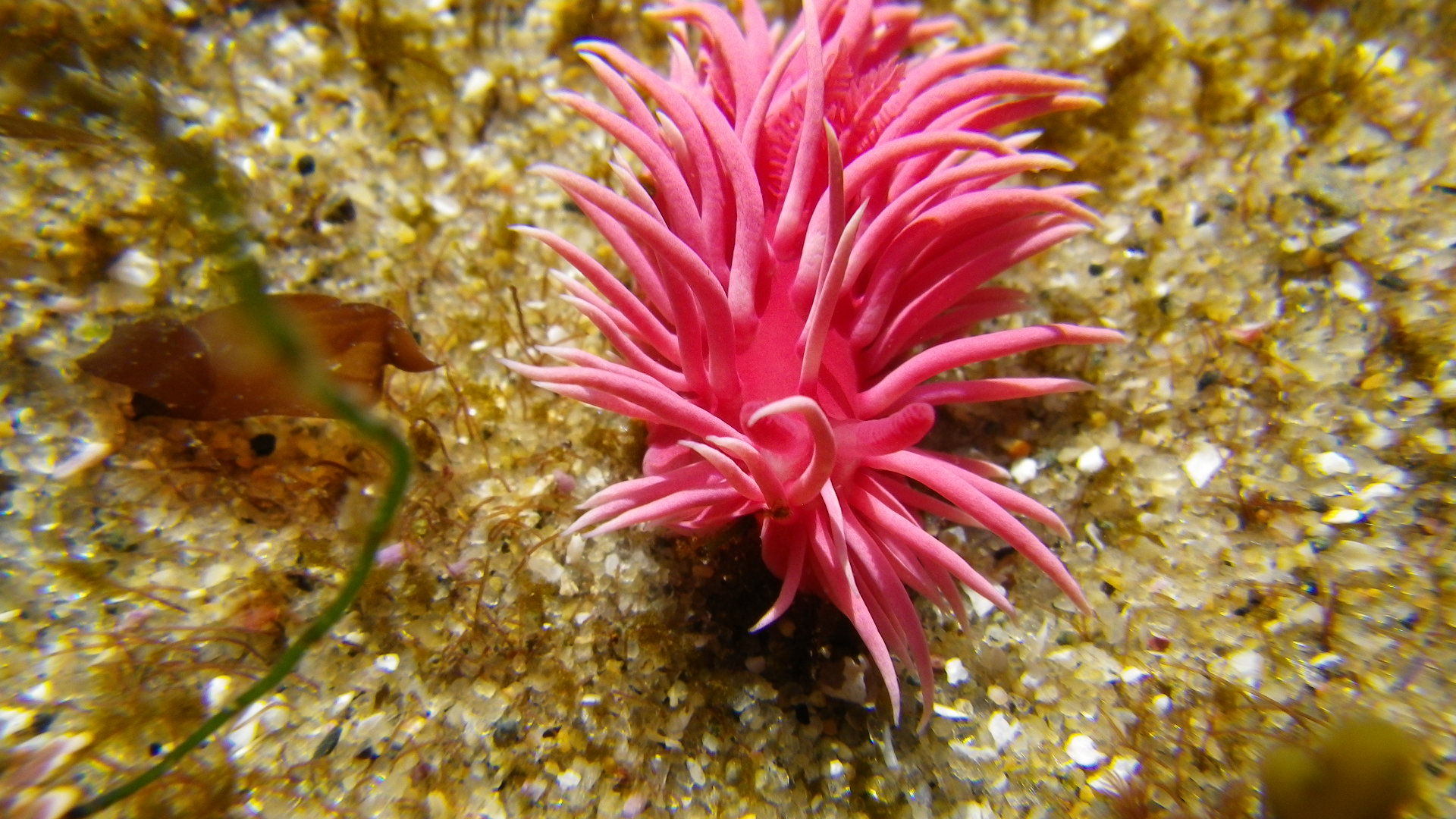
Okenia rosacea, un Goniodorididae
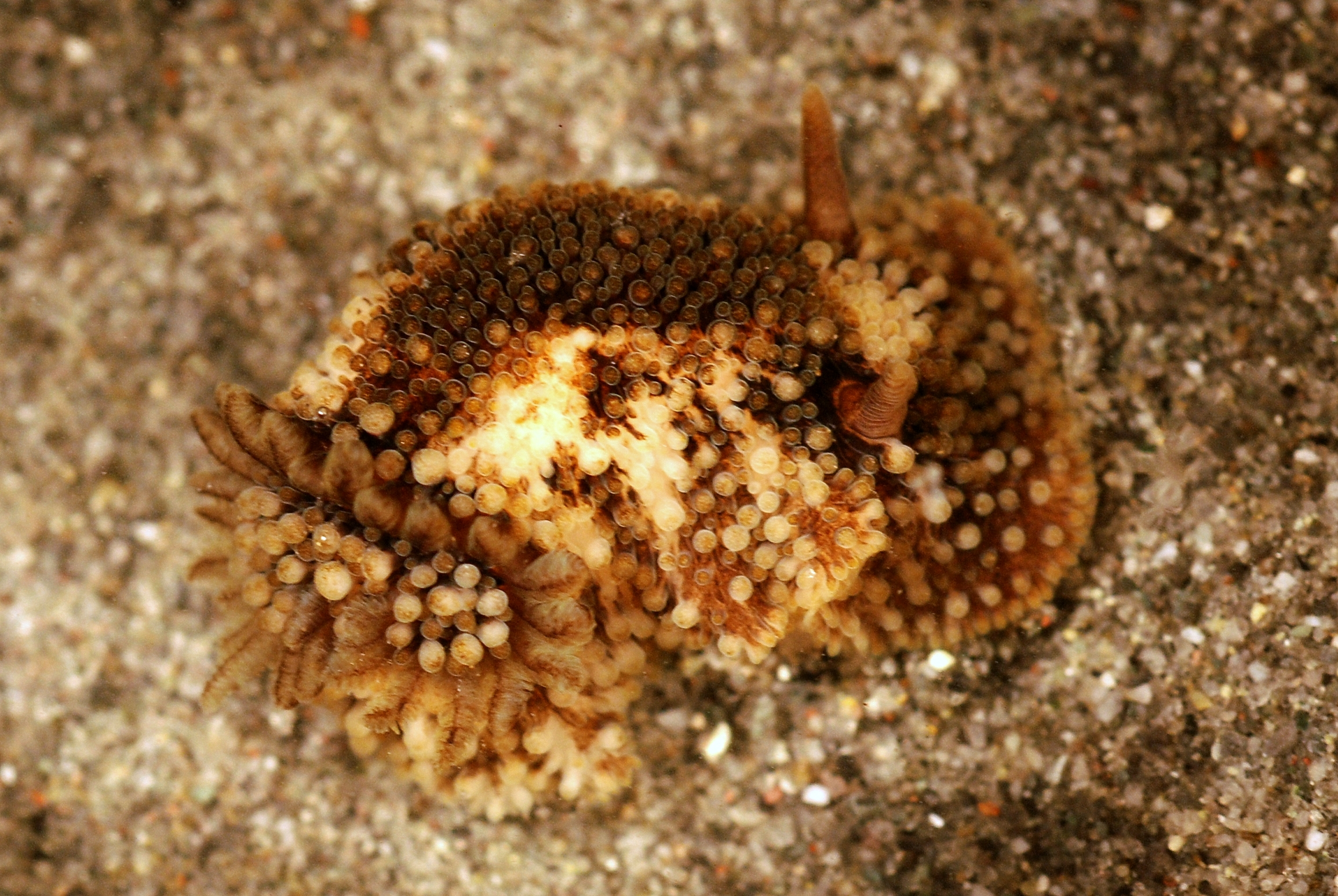
Onchidoris bilamellata, un Onchidorididae